# Il tuffatore - Racconti e opinioni su Flavio Giurato
Il tuffatore - Racconti e opinioni su Flavio Giurato (con il CD: Flavio Giurato live) è un libro con CD audio che raccoglie brani eseguiti dal vivo dal cantautore italiano Flavio Giurato pubblicato nel 2004 dall'etichetta No Reply.

## Libro
Il libro è una raccolta di opinioni e racconti su Flavio Giurato e la sua opera scritti da vari autori, tra cui Tiziano Scarpa, Aldo Nove, Giuseppe Caliceti, Paolo Nori, Antonio Dipollina ed Enzo Fileno Carabba, con una prefazione di Carlo Massarini.

## Tracce
Testi e musiche di Flavio Giurato.
1. Valterchiari – 3:32
2. Simone/Aquile e corvi – 6:36
3. Marcia nuziale – 3:55
4. Il rondone – 2:13
5. Mauro – 3:07
6. Marco e Monica – 4:03
7. L'Oriente/Il tuffatore – 2:05
8. Amnesia – 2:03
9. Il caso Nesta – 5:33
10. La Giulia bianca – 3:51
11. L'ufficialino – 4:10
12. Silvia Baraldini – 3:34
13. La scuola di congas – 1:33
14. Il tuffatore – 1:26

Durata totale: 47:41